# Winston-Salem Open 2012
Winston-Salem Open 2012 — тенісний турнір, що проходив на кортах з твердим покриттям у місті Вінстон-Сейлем, США з 20 серпня . Належав до категорії ATP World Tour 250.

## Фінальна частина

### Одиночний розряд
Джон Ізнер —  Томаш Бердих 3–6, 6–4, 7–6(11–9)

### Парний розряд
Сантьяго Гонсалес /  Скотт Ліпскі —  Пабло Андухар /  Леонардо Маєр 6–3, 4–6, [10–2]